# ヴィサージ (音楽グループ)
ヴィサージ（Visage）は、イギリスのシンセポップ・グループ。ニューロマンティックの発祥のバンドとして名が高い。ロンドンでナイトクラブを経営していたスティーヴ・ストレンジが中心。ニューロマンティックは彼が主宰していたクラブ・ビリーズで開催されていたデヴィッド・ボウイ･ナイトを発祥とする。グループ名はヴィジュアル（Visual）、ビザ（Visa）、AGEの三つの言葉をかけあわせたもの。

## 来歴
ナイトクラブを経営する他にバンド活動をしていたスティーヴ・ストレンジと、リッチ・キッズとして活動していたラスティ・イーガンとミッジ・ユーロの3人を母体として結成された。そこにウルトラヴォックスのキーボーディストであるビリー・カーリー、マガジンのジョン・マッギオーク、デイヴ・フォーミュラ、バリー・アダムソン（デビューシングルリリース後に脱退し、セッションメンバーとして参加）が加入。1980年11月に1stアルバム『ヴィサージ』をポリドール・レコードよりリリース。同時期にリリースされたシングル「Fade to Grey」は各国でトップ10入りし、ドイツとスイスでは1位を獲得するなど、バンドは一躍注目を集めた。
1981年に入りストレンジは次のアルバムを制作しようとしたが、マッギオークがスージー・アンド・ザ・バンシーズに加入するためバンドを脱退し、またそれぞれのメンバーのバンド活動が活発になり、制作のスケジュールが付け辛い状態になる。秋頃にようやくスタジオ入りし、2ndアルバム『舞-ダンス-』をレコーディングし、翌1982年3月にリリース。全英6位を記録した。この時点でユーロがウルトラヴォックスでの活動に専念するためバンドを脱退し、この頃レコード会社との契約上の問題が発生し2年間活動を休止する。1983年11月にベスト・アルバム『Fade to Grey – The Singles Collection』をリリース。全英38位。
1984年、契約上の問題が解消し新作の製作を開始するも、レコーディング開始間もなくカーリーとフォーミュラが脱退し、新メンバーを募って制作を継続。10月に3rdアルバム『ビート・ボーイ』をリリースするが商業的・批評的に失敗に終わる。翌1985年に解散する。

### 活動再開
2002年、長年に亘るヘロイン中毒と私生活上の問題を乗り越え、ストレンジは'80年代に活躍したアーティストによるコンサートツアー「Here and Now Tour」に参加し、ヴィサージ時代の曲を歌った。ストレンジはエレクトロニックアーティストとヴィサージを再始動させようと計画する。SeizeやGotekiというバンドのメンバーと共に新作の制作を計画したり「Fade to grey」の新録ヴァージョンを制作した。その後も様々なアーティストとコラボレートしながらヴィサージとしての活動を模索する。2010年に「Fade to Grey」の新ミックスを制作し3月発表のベスト・アルバム『The Face – The Very Best of Visage』に収録。
2013年1月にストレンジはニュース番組に出演し、春に新作を出すことを発表した。4月に自身のFacebookから新曲「Shameless Fashion」を無料ダウンロード配信し、翌月にCDでリリース。同時期に4枚目となるニューアルバム『Hearts and Knives』をリリースし、2013年の下半期の大半をイギリス・ヨーロッパツアーに費やした。2014年3月に初来日を果たした。12月に過去のヴィサージの楽曲をオーケストラ仕様で蘇らせた、その名も『Orchestral』をリリース。
2015年2月12日、ストレンジが心臓発作によりエジプト・シャルム・エル・シェイクの病院で亡くなったことが報じられる。享年55歳。

## メンバー

### 現在のメンバー
- スティーヴ・ストレンジ - ボーカル
- スティーヴ・バーナクル - ベース
- ローレン・デュヴァル - ボーカル
- ロビン・サイモン - ギター

### 過去のメンバー
- ラスティ・イーガン - ドラムス、パーカッション
- ミッジ・ユーロ - ギター、キーボード
- ビリー・カリー - ヴァイオリン、キーボード
- デイヴ・フォーミュラ - キーボード ※再結成後もサポートとして参加
- ジョン・マッギオーク - ギター、サックス
- バリー・アダムソン - ベース
- ゲイリー・バーナクル - サックス
- アンディ・バーネット - ギター

## ディスコグラフィー

### スタジオ・アルバム
- ヴィサージ - Visage （1980年）
- 舞-ダンス- - The Anvil （1982年）
- ビート・ボーイ - Beat Boy （1984年）
- Hearts and Knives （2013年）
- Orchestral （2014年）
- Demons to Diamonds  （2015年、ストレンジの死後九ヶ月経ってからのリリース）

### コンピレーション・アルバム
- Fade to Grey – The Singles Collection （1983年）
- Fade to Grey – The Singles Collection （1993年）
- Master Series （1998年）
- The Damned Don't Cry （2000年）
- The Face – The Very Best of Visage （2010年）

## 他のアーティストへの影響
スティーヴ・ストレンジはドレスを着て、真っ白な化粧（いわば女装）をしていたが、後のカルチャー・クラブのボーイ・ジョージやデッド・オア・アライヴのピート・パーンズなどが影響を受けた。
日本でもシンセポップバンド・SOFT BALLETの森岡賢がヴィサージから影響を受けたと公言し、女性DJのZono Pansyはスティーヴ・ストレンジから影響を受けたメイクアップでニューロマンティックDJとして活動している。元MALICE MIZERのKöziも現在のバンドZIZでたびたびカバーを披露した。